# YOKOHAMA SPORTS COMPLEX
YOKOHAMA SPORTS COMPLEX株式会社（ヨコハマスポーツコンプレックス）は、神奈川県横浜市保土ケ谷区に本社を置く、種目複合、住宅隣接型、複合型スポーツ施設の経営会社。

## 概要
ゴルフ場の横浜カントリークラブを経営する株式会社横浜国際ゴルフ倶楽部の100%子会社である。
1958年から始まった横浜カントリークラブ一帯の開発に付随する形で開発が始まった。
JR東戸塚駅西口至近の33万坪敷地内に、横浜カントリークラブに隣接してゴルフドライビングレンジ（ゴルフ練習場：打席数90）、ローンテニスクラブ（12面）、一般向けテニスコート（3面）、サッカーグラウンド、レストラン等の経営を行っている。
なお、サッカーグラウンドは元々横浜大洋ホエールズ（現DeNAベイスターズ）の2軍の練習会場「保土ヶ谷大洋球場」として使われ、その後1986年にホエールズ総合練習場（現ベイスターズ総合練習場）が横須賀市に誕生・移転したのに伴い野球場からパターゴルフ場に一度転換した後、1994年に当時の横浜フリューゲルスの練習場「戸塚トレーニングセンター」としてほぼ現在の形に整備されたものである。
フリューゲルスがマリノスに統合されてからも、F・マリノスの練習場として使用した後、2006年から横浜FCと賃貸契約を結び、横浜FC レオックトレセンとして4年間使用していたが、2010年に横浜FCが西谷に練習場を移転した後は横浜スポーツマンクラブが運営する市民開放型の貸グラウンドとしたが、2013年から横浜FCの関連一般社団法人「横浜FCスポーツクラブ」と賃貸契約を結び、下部組織を中心に再び横浜FCの練習に使われることになった。
2020年12月16日付けで社名を「株式会社 横浜スポーツマンクラブ」から「YOKOHAMA SPORTS COMPLEX 株式会社」に変更した。

## アクセス
自動車
- 東京都上野毛より第三京浜・横浜新道経由で30分

鉄道
- JR東戸塚駅より無料送迎バス8分